# Van Swinderenvaart
De Van Swinderenvaart (Fries en officieel: Van Swinderenfeart) is een kanaal in de provincie Friesland.

## Beschrijving
De Van Swinderenvaart en de Sminkevaart werden in 1840 gegraven in opdracht van G.R.G. van Swinderen ter verbetering van de afwatering. De Van Swinderenvaart is een verlenging van de Luts. 
Bij het gebouw Kippenburg ligt een brug. De vaart loopt in westelijke richting naar de buurtschap Schouw. Hier mondt het uit in de Wyldemerk (in de periode 1960-1970 ontstaan door zandwinning) en de Spookhoekstervaart. De Van Swinderenvaart maakt deel uit van de route van de Elfstedentocht.
Zwette · Stadsgracht (Sneek) · Geeuw · Wijddraai · Wijde Wijmerts · Nauwe Wijmerts · Noorder Ee · Ee (Woudsend) · Slotermeer · Slotergat · Slotermeer · Luts · Van Swinderenvaart · Spookhoekstervaart · Rijstervaart · Oud-Karre · Johan Frisokanaal · Morra · Johan Frisokanaal · Noorderdijkvaart · Het Wijd · De Gronzen · Indijk · Zijlroede (Hindeloopen) · Oude Oostervaart · Dijkvaart · Horsa · Burevaart · Diepe Dolte · Workumertrekvaart · Het Kruiswater · Stadsgracht (Bolsward) · Witmarsumervaart · Harlingervaart · Bolswardervaart · Zuidoostersingel · Noordoostersingel · Noordergracht (Harlingen) · Van Harinxmakanaal · Sexbierumervaart · Noordergracht (Franeker) · Dongjumervaart · Ried · Berlikumerwijd · Moddergat · Wierzijlsterrak · Blikvaart · Zuidhoekstervaart · Ouwe Rij · Leistervaart · Finkumervaart · Dokkumer Ee · Het Kleindiep · Dokkumer Ee · Oudkerkstervaart · Murk · Ouddeel · Bonkevaart (finish)